# Volleyball-Europameisterschaft der Männer 2011
Die Volleyball-Europameisterschaft der Männer 2011 fand vom 10. bis 18. September 2011 in Österreich und Tschechien statt. Die deutsche Mannschaft schaffte die Qualifikation als Gruppensieger der zweiten Runde, scheiterte beim Turnier aber bereits in der Vorrunde. Den Titel gewann Serbien durch ein 3:1 im Finale gegen Italien. Titelverteidiger Polen wurde diesmal Dritter.

## Modus
Das Turnier begann mit einer Vorrunde in vier Gruppen (A–D) mit je vier Mannschaften. Für einen 3:0- oder einen 3:1-Sieg gab es drei Punkte, für einen 3:2-Sieg gab es zwei Punkte, für eine 2:3-Niederlage gab es einen Punkt und für eine 1:3- oder 0:3-Niederlage gab es keinen Punkt. Bei Punktgleichheit entschied zunächst der Satzquotient. Die besten drei Teams jeder Gruppe erreichten die zweite Runde. Dort trafen zunächst Gruppendritte auf Gruppenzweite, bevor die jeweiligen Sieger auf einen Gruppenersten trafen. Die vier erfolgreichen Teams der zweiten Runde erreichten das Halbfinale. Die Verlierer der Halbfinals spielten um den dritten Platz, die Sieger ermittelten im Endspiel den neuen Europameister.

## Spielplan

### Erste Runde
Die Auslosung der Gruppen fand am 21. Oktober 2010 in Prag statt.
In Gruppe A setzte sich Serbien mit drei Siegen durch. Nur die Slowenen, die sich mit einem Tiebreak-Erfolg gegen die Türkei den zweiten Platz sicherten, konnten gegen Serbien einen Satz gewinnen. Gastgeber Österreich blieb in allen drei Vorrundenpartien erfolglos.
Die Russen gewannen die Gruppe B und erlitten ihren einzigen Satzverlust gegen die sieglosen Portugiesen. Tschechien reichte ein 3:0 im zweiten Spiel gegen Estland, um vor den Balten Zweiter zu werden.
Im letzten Spiel der Gruppe C verloren die zuvor ungeschlagenen Italiener nach 2:0-Führung gegen Frankreich. Sie belegten dennoch den ersten Platz, weil die Franzosen zuvor gegen Belgien unterlegen waren. Belgien reichte der Sieg nicht zum Weiterkommen, weil die punktgleichen Finnen einen Satz weniger abgaben.
In Gruppe D musste sich die deutsche Mannschaft, die mit Ambitionen auf die erste EM-Medaille angetreten war, nach drei 1:3-Niederlagen früh verabschieden. Nach dem schlechtesten EM-Ergebnis des DVV seit 1971 gab es deutliche Kritik an Bundestrainer Raúl Lozano. Die slowakische Mannschaft, die als Sieger der Europaliga angetreten war, gewann ihr Auftaktspiel gegen Bulgarien mit 17:15 im Tiebreak und setzte sich nach dem Erfolg gegen Deutschland auch gegen Titelverteidiger Polen durch. Die Polen kamen deshalb nur als Gruppendritter in die nächste Runde.
Deutschland spielte mit Patrick Steuerwald, Lukas Kampa, Jochen Schöps, Georg Grozer, Marcus Böhme, Max Günthör, Stefan Hübner, Björn Andrae, Robert Kromm, Marcus Popp, Sebastian Schwarz, Denis Kaliberda, Markus Steuerwald und Ferdinand Tille.
| Gruppe A in Wien (Österreich) |            |       |        |       |
| Platz                         | Team       | Sätze | Punkte | BPQ   |
| 1.                            | Serbien    | 9:1   | 9      | 1,341 |
| 2.                            | Slowenien  | 7:5   | 5      | 0,973 |
| 3.                            | Türkei     | 5:6   | 4      | 0,974 |
| 4.                            | Österreich | 0:9   | 0      | 0,778 |

| 10. September | Slowenien  | Österreich | 3:0 |
|               | Serbien    | Türkei     | 3:0 |
| 11. September | Slowenien  | Serbien    | 1:3 |
|               | Österreich | Türkei     | 0:3 |
| 12. September | Türkei     | Slowenien  | 2:3 |
|               | Österreich | Serbien    | 0:3 |

| Gruppe B in Karlsbad (Tschechien) |            |       |        |       |
| Platz                             | Team       | Sätze | Punkte | BPQ   |
| 1.                                | Russland   | 9:1   | 9      | 1,385 |
| 2.                                | Tschechien | 6:5   | 5      | 1,018 |
| 3.                                | Estland    | 3:6   | 3      | 0,858 |
| 4.                                | Portugal   | 3:9   | 1      | 0,846 |

| 10. September | Russland   | Estland    | 3:0 |
|               | Portugal   | Tschechien | 2:3 |
| 11. September | Portugal   | Russland   | 1:3 |
|               | Tschechien | Estland    | 3:0 |
| 12. September | Estland    | Portugal   | 3:0 |
|               | Tschechien | Russland   | 0:3 |

| Gruppe C in Innsbruck (Österreich) |            |       |        |       |
| Platz                              | Team       | Sätze | Punkte | BPQ   |
| 1.                                 | Italien    | 8:4   | 7      | 1,049 |
| 2.                                 | Frankreich | 7:6   | 5      | 1,035 |
| 3.                                 | Finnland   | 4:6   | 3      | 0,979 |
| 4.                                 | Belgien    | 4:7   | 3      | 0,933 |

| 10. September | Frankreich | Finnland   | 3:1 |
|               | Belgien    | Italien    | 1:3 |
| 11. September | Belgien    | Frankreich | 3:1 |
|               | Italien    | Finnland   | 3:0 |
| 12. September | Finnland   | Belgien    | 3:0 |
|               | Italien    | Frankreich | 2:3 |

| Gruppe D in Prag (Tschechien) |             |       |        |       |
| Platz                         | Team        | Sätze | Punkte | BPQ   |
| 1.                            | Slowakei    | 9:4   | 8      | 1,043 |
| 2.                            | Bulgarien   | 8:5   | 7      | 1,051 |
| 3.                            | Polen       | 5:7   | 3      | 0,993 |
| 4.                            | Deutschland | 3:9   | 0      | 0,913 |

| 10. September | Slowakei    | Bulgarien   | 3:2 |
|               | Deutschland | Polen       | 1:3 |
| 11. September | Deutschland | Slowakei    | 1:3 |
|               | Polen       | Bulgarien   | 1:3 |
| 12. September | Bulgarien   | Deutschland | 3:1 |
|               | Polen       | Slowakei    | 1:3 |

### Finalrunde
In den Playoff-Spielen setzten sich jeweils zwei Gruppenzweite und -dritte der Vorrunde durch. Anschließend scheiterten jedoch drei der vier Sieger im Viertelfinale. Lediglich Polen kam nach einer erfolgreichen Revanche gegen die Slowakei weiter. Der Titelverteidiger musste sich im Halbfinale jedoch den Italienern mit einem deutlichen 0:3 geschlagen geben. Wesentlicher knapper war die Entscheidung im zweiten Halbfinale. Nach 1:2-Rückstand gewann Serbien den vierten Satz gegen Russland 33:31 und erreichte im Tiebreak das Endspiel. Polen sicherte sich im Spiel um den dritten Platz die Bronzemedaille. Anschließend wurden die Serbien durch ein 3:1 gegen Italien erstmals Europameister.
|  | Play-Offs                | Play-Offs                |                          |                      | Viertelfinale        | Viertelfinale        |                      |                      | Halbfinale       | Halbfinale |  |  | Finale | Finale |
|  |                          |                          |                          |                      |                      |                      |                      |                      |                  |            |  |  |        |        |
|  |                          |                          |                          |                      | 15. September – Wien |                      |                      |                      |                  |            |  |  |        |        |
|  | 14. September – Wien     |                          |                          |                      |                      |                      |                      |                      |                  |            |  |  |        |        |
|  | Serbien                  | 3                        |                          |                      |                      |                      |                      |                      |                  |            |  |  |        |        |
|  | Serbien                  | 3                        | Frankreich               | 3                    | 17. September – Wien | 17. September – Wien |                      |                      |                  |            |  |  |        |        |
|  |                          | Frankreich               | Frankreich               | 3                    | 17. September – Wien | 17. September – Wien | 1                    |                      |                  |            |  |  |        |        |
|  | Türkei                   | Frankreich               | 1                        |                      | Serbien              | 3                    | 1                    |                      |                  |            |  |  |        |        |
|  | Türkei                   | 15. September – Karlsbad | 1                        |                      | Serbien              | 3                    |                      |                      |                  |            |  |  |        |        |
|  | 14. September – Karlsbad | 14. September – Karlsbad |                          | Russland             | 2                    |                      |                      |                      |                  |            |  |  |        |        |
|  | 14. September – Karlsbad | 14. September – Karlsbad | Russland                 | Russland             | 2                    | 3                    |                      |                      |                  |            |  |  |        |        |
|  | Bulgarien                | 3                        | Russland                 |                      |                      | 3                    | 18. September – Wien | 18. September – Wien |                  |            |  |  |        |        |
|  | Bulgarien                | 3                        |                          | Bulgarien            | 1                    |                      | 18. September – Wien | 18. September – Wien |                  |            |  |  |        |        |
|  | Estland                  | 0                        |                          | Bulgarien            | 1                    | Serbien              | 3                    |                      |                  |            |  |  |        |        |
|  | Estland                  | 0                        | 15. September – Wien     |                      |                      | Serbien              | 3                    |                      |                  |            |  |  |        |        |
|  | 14. September – Wien     | 14. September – Wien     |                          | Italien              | 1                    |                      |                      |                      |                  |            |  |  |        |        |
|  | 14. September – Wien     | 14. September – Wien     | Italien                  | Italien              | 1                    | 3                    |                      |                      |                  |            |  |  |        |        |
|  | Slowenien                | 2                        | Italien                  | 17. September – Wien | 17. September – Wien | 3                    |                      |                      |                  |            |  |  |        |        |
|  | Slowenien                | 2                        |                          | 17. September – Wien | 17. September – Wien | Finnland             | 1                    |                      |                  |            |  |  |        |        |
|  | Finnland                 | 3                        |                          | Italien              | 3                    | Finnland             | 1                    | Spiel um Platz 3     | Spiel um Platz 3 |            |  |  |        |        |
|  | Finnland                 | 3                        | 15. September – Karlsbad | Italien              | 3                    |                      |                      | Spiel um Platz 3     | Spiel um Platz 3 |            |  |  |        |        |
|  | 14. September – Karlsbad | 14. September – Karlsbad |                          | Polen                | 0                    |                      | 18. September – Wien | 18. September – Wien |                  |            |  |  |        |        |
|  | 14. September – Karlsbad | 14. September – Karlsbad | Slowakei                 | Polen                | 0                    | 0                    | 18. September – Wien | 18. September – Wien |                  |            |  |  |        |        |
|  | Tschechien               | 1                        | Slowakei                 |                      |                      | 0                    | Russland             | 1                    |                  |            |  |  |        |        |
|  | Tschechien               | 1                        |                          | Polen                | 3                    |                      | Russland             | 1                    |                  |            |  |  |        |        |
|  | Polen                    | 3                        |                          | Polen                | 3                    | Polen                | 3                    |                      |                  |            |  |  |        |        |
|  | Polen                    | 3                        |                          |                      |                      | Polen                | 3                    |                      |                  |            |  |  |        |        |

## Endstand
| Rang                    | Team        | Punkte      | Sätze       |
| Finalrunden             | Finalrunden | Finalrunden | Finalrunden |
| ----------------------- | ----------- | ----------- | ----------- |
| 1                       | Serbien     |             |             |
| 2                       | Italien     |             |             |
| 3                       | Polen       |             |             |
| 4                       | Russland    |             |             |
| Aus im Viertelfinale    |             |             |             |
| 5                       | Slowakei    | 8           | 9:4         |
| 6                       | Bulgarien   | 7           | 8:5         |
| 7                       | Frankreich  | 5           | 8:9         |
| 8                       | Finnland    | 3           | 5:9         |
| Aus in den Playoffs     |             |             |             |
| 9                       | Slowenien   | 6           | 9:8         |
| 10                      | Tschechien  | 5           | 7:8         |
| 11                      | Türkei      | 4           | 6:9         |
| 12                      | Estland     | 3           | 3:9         |
| Aus in der Gruppenphase |             |             |             |
| 13                      | Belgien     | 3           | 4:7         |
| 14                      | Portugal    | 1           | 3:9         |
| 15                      | Deutschland | 0           | 3:9         |
| 16                      | Österreich  | 0           | 0:9         |

## Auszeichnungen

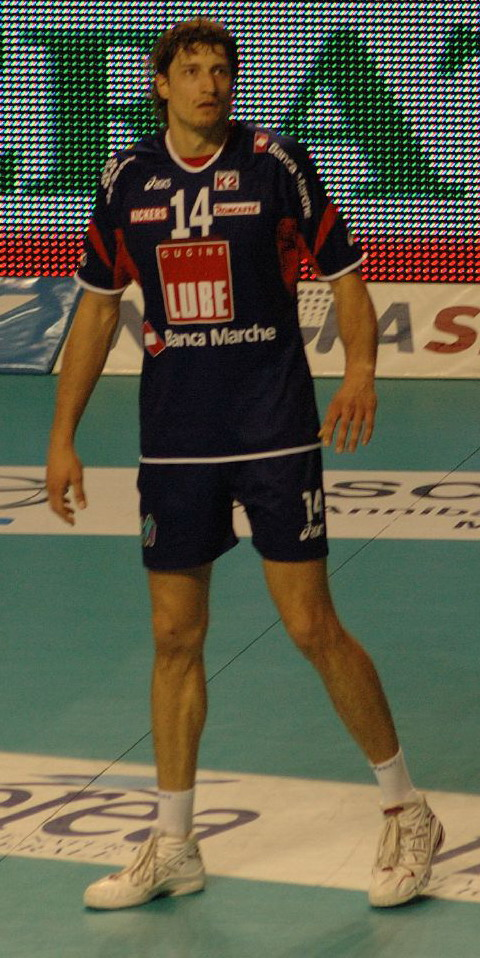
Ivan Miljković

Alle ausgezeichneten Spieler standen mit ihrer Mannschaft im Halbfinale. Der neue Europameister Serbien hatte den wertvollsten Spieler in seinen Reihen und konnte vor allem im Block und in der Annahme punkten. Russland verpasste trotz des erfolgreichsten Offensivspielers eine Medaille.
| Wertvollster Spieler (MVP) | Ivan Miljković    | Serbien  |
| Bester Scorer              | Maxim Michailow   | Russland |
| Bester Angreifer           | Maxim Michailow   | Russland |
| Bester Blocker             | Marko Podraščanin | Serbien  |
| Bester Aufschläger         | Bartosz Kurek     | Polen    |
| Bester Libero              | Andrea Bari       | Italien  |
| Bester Zuspieler           | Dragan Travica    | Italien  |
| Bester Annahmespieler      | Nikola Kovačević  | Serbien  |

## Spielstätten
Die Spiele wurden in Wien, Innsbruck, Prag und Karlsbad ausgetragen. Die Wiener Stadthalle ist eine multifunktionale Arena aus den 1950er Jahren und fasst bis zu 16.000 Zuschauer. Die Olympiaworld in Innsbruck ist ein Sportkomplex mit mehreren Hallen und Außenanlagen. Die O₂ Arena in Prag entstand zur Eishockey-Weltmeisterschaft 2004 und bietet Platz für 17.000 Zuschauer. Die KV Arena in Karlovy Vary fasst bis zu 6.000 Zuschauer und wurde als Multifunktionskomplex erst 2009 fertiggestellt.

## Qualifikation
Neben den Gastgebern Österreich und Tschechien waren die Mannschaften, die bei der EM 2009 die Plätze eins bis fünf belegten, automatisch qualifiziert. Das waren Titelverteidiger Polen, der Vize Frankreich, der Dritte Bulgarien, der Vierte Russland und der Fünfte Serbien.
Die anderen Mannschaften mussten eine Qualifikation bestreiten, die insgesamt drei Runden umfasste.
In der ersten Runde am 8./9. und 15./16. Mai 2010 gab es fünf Duelle mit Hin- und Rückspielen. Bosnien setzte sich ebenso ohne Satzverlust gegen Georgien durch wie Kroatien gegen Dänemark und Ungarn gegen Luxemburg. Rumänien kam nach einem 2:3 im Hinspiel mit einem 3:0-Erfolg gegen Moldawien weiter. Aserbaidschan und Großbritannien gewannen ihre Heimspiele jeweils in drei Sätzen, so dass Ballpunkte den Ausschlag für die Briten gaben.
Die zweite Qualifikationsrunde bestand aus sechs Gruppen mit jeweils vier Mannschaften, die sich zu zwei Turnieren am 21. bis 23. und 28. bis 30. Mai trafen. Die Gruppensieger qualifizierten sich direkt für die Europameisterschaft, während die Gruppenzweiten in der dritten Runde im September weitere Playoff-Spiele bestritten.
In Gruppe A (Turniere in Maribor und Tel Aviv-Jaffa) blieb Slowenien ungeschlagen. Spanien erreichte den zweiten Rang vor Ungarn und Israel.
In Gruppe B (Turniere in Riga und Iraklio) unterlag Finnland lediglich im letzten Spiel gegen die zweitplatzierten Griechen. Lettland schied ebenso aus wie die sieglosen Briten.
In Gruppe C (Turniere in Poprad und Merksem) gewann Belgien zum Auftakt gegen die Slowakei, belegte aber am Ende nur den zweiten Rang hinter den Osteuropäern. Die Ukraine und Bosnien-Herzegowina schieden aus.
In Gruppe D gewann die deutsche Mannschaft das erste Turnier in Bar ohne Satzverlust und musste auch beim Heimturnier in Tübingen nur einen Satz im letzten Spiel gegen die zweitplatzierten Esten abgeben. Montenegro und Kroatien gelang jeweils nur ein Sieg.
In Gruppe E (Turniere in Ankara und Gioia del Colle) gelang Italien trotz eines 0:3 gegen die Türkei der Gruppensieg vor den Türken, die Weißrussland und Rumänien hinter sich ließen.
In Gruppe F (Turniere in Skopje und Rotterdam) konnten die Niederländer mit einem 3:0 am letzten Spieltag den Gruppensieg der Portugiesen nicht mehr verhindern. Mazedonien und Schweden schieden aus.
Bei den Spielen der dritten Runde am 4./5. und 11./12. September sorgte Belgien mit zwei Siegen (3:1 und 3:2) für das Aus der Spanier, die das Turnier 2007 gewonnen hatten. Mit den gleichen Ergebnissen setzte sich die Türkei gegen Griechenland durch. Estland besiegte die Niederlande mit 3:1 und 3:0.